# Yorman Zapata
Yorman Zapata Mina (n. El Charco, Nariño, 1 de septiembre de 2000) es un futbolista colombiano, que juega de delantero y actualmente milita en Deportes Limache de la Primera División de Chile.

## Trayectoria
Nacido en El Charco, Nariño, se trasladó desde su país natal a Chile el año 2019 para unirse a las divisiones inferiores de Universidad Católica,luego de que el club comprara sus derechos a una escuela de fútbol del Deportivo Cali;Luego reveló que no pudo jugar ni en el Deportivo Cali ni en el América de Cali por falta de recursos económicos para pagar sus traslados para entrenar, y que solo llegó a Chile luego de que un representante lo llevó a una prueba para la sub-20 del conjunto cruzado.
A mediados de 2019, pasó a formar parte de Magallanes de la Primera B de Chile, conservado la UC el 25% de sus derechos económicos. Debutó como profesional el 17 de agosto, reemplazando a Marcelo Allende en el segundo tiempo en la derrota 0:1 ante Unión San Felipe. Esa temporada participó en sólo 3 partidos.
Para la temporada siguiente, se convierte en titular indiscutido del equipo carabelero, marcando su primer gol el 15 de marzo de 2020 en la victoria como visita ante Cobreloa.En la temporada 2021, fue el máximo goleador del equipo con 9 tantos.
En la temporada 2022, fue pieza importante del equipo que logró un inédito doblete, obteniendo el título de Primera B 2022 y Copa Chile del mismo año.En la temporada siguiente, obtuvo la Supercopa en Viña del Mar, al vencer a Colo-Colo en los penales.Además, participó en la fase previa de Copa Libertadores, en donde anotó un gol de cabeza ante Independiente de Medellín en Rancagua, cuyo partido terminó en empate 1:1 y en la fase de grupos de la Copa Sudamericana, en donde marcó un gol ante Botafogo, que también significó el empate 1:1. A fin de temporada, el equipo magallánico terminó por descender nuevamente a la Primera B y perdió la final de la Copa Chile 2023 ante Colo-Colo en Iquique, terminando su vínculo con la institución.
El 1 de febrero de 2024 es anunciado como nuevo jugador de Defensa y Justicia de la Primera División de Argentina, aunque su estadía en el equipo de Varela, duró solo un semestre y de manera muy fugaz.
El jueves 4 de julio de 2024 y tras desvincularse de Defensa y Justicia, Zapata regresó al fútbol chileno, esta vez como fichaje de O'Higgins de la Primera División de ese país, siendo este su segundo ciclo en la máxima categoría del fútbol chileno.

## Estadísticas

### Clubes
| Club                         | Div.             | Temporada        | Liga  | Liga  | Copas nacionales | Copas nacionales | Torneos internacionales | Torneos internacionales | Total | Total | Promedio |
| Club                         | Div.             | Temporada        | Part. | Goles | Part.            | Goles            | Part.                   | Goles                   | Part. | Goles | Promedio |
| ---------------------------- | ---------------- | ---------------- | ----- | ----- | ---------------- | ---------------- | ----------------------- | ----------------------- | ----- | ----- | -------- |
| Magallanes · Chile           | 2.ª              | 2019             | 2     | 0     | —                | —                | —                       | —                       | 2     | 0     | 0.00     |
| Magallanes · Chile           | 2.ª              | 2020             | 23    | 4     | —                | —                | —                       | —                       | 23    | 4     | 0.17     |
| Magallanes · Chile           | 2.ª              | 2021             | 24    | 9     | 2                | 0                | —                       | —                       | 26    | 9     | 0.34     |
| Magallanes · Chile           | 2.ª              | 2022             | 27    | 4     | 6                | 3                | —                       | —                       | 33    | 7     | 0.21     |
| Magallanes · Chile           | 1.ª              | 2023             | 26    | 4     | 3                | 0                | 9                       | 3                       | 38    | 7     | 0.18     |
| Magallanes · Chile           | Total club       | Total club       | 100   | 21    | 11               | 3                | 9                       | 3                       | 122   | 27    | 0.22     |
| Defensa y Justicia Argentina | 1.ª              | 2024             | 0     | 0     | 1                | 0                | 5                       | 1                       | 6     | 1     | 0.16     |
| Defensa y Justicia Argentina | Total club       | Total club       | 0     | 0     | 1                | 0                | 5                       | 1                       | 6     | 1     | 0.16     |
| O'Higgins · Chile            | 1.ª              | 2024             | 9     | 0     | 0                | 0                | 0                       | 0                       | 9     | 0     | 0.00     |
| O'Higgins · Chile            | Total club       | Total club       | 0     | 0     | 1                | 0                | 5                       | 1                       | 6     | 1     | 0.16     |
| Total en carrera             | Total en carrera | Total en carrera | 109   | 21    | 12               | 3                | 14                      | 4                       | 128   | 28    | 0.21     |
| 1. 2. 3.                     |                  |                  |       |       |                  |                  |                         |                         |       |       |          |

## Palmarés

### Campeonatos nacionales
| Título             | Club       | País  | Año  |
| ------------------ | ---------- | ----- | ---- |
| Primera B          | Magallanes | Chile | 2022 |
| Copa Chile         | Magallanes | Chile | 2022 |
| Supercopa de Chile | Magallanes | Chile | 2023 |